# Pozzo della Chiana
Pozzo della Chiana ist ein Ortsteil (Fraktion, italienisch frazione) der italienischen Gemeinde Foiano della Chiana in der Provinz Arezzo in der Toskana.

## Geografie
Der Ort liegt etwa 4,5 km nördlich des Hauptortes Foiano della Chiana, etwa 20 km südwestlich der Provinzhauptstadt Arezzo und etwa 70 km südöstlich der Regionalhauptstadt Florenz im nördlichen Chianatal. Der Ort liegt bei 312 m s.l.m., ist der bevölkerungsreichste Ortsteil von Foiano della Chiana und hatte 2001 774 Einwohner. 2011 waren es 828 Einwohner, 1551 etwa 300 Einwohner und 1833 waren es 1370 Einwohner. Der nächstgelegene Ort ist Marciano della Chiana, er liegt etwa 2 km nordwestlich. Die Kirchen von Pozzo della Chiana liegen im Bistum Arezzo-Cortona-Sansepolcro.

## Sehenswürdigkeiten

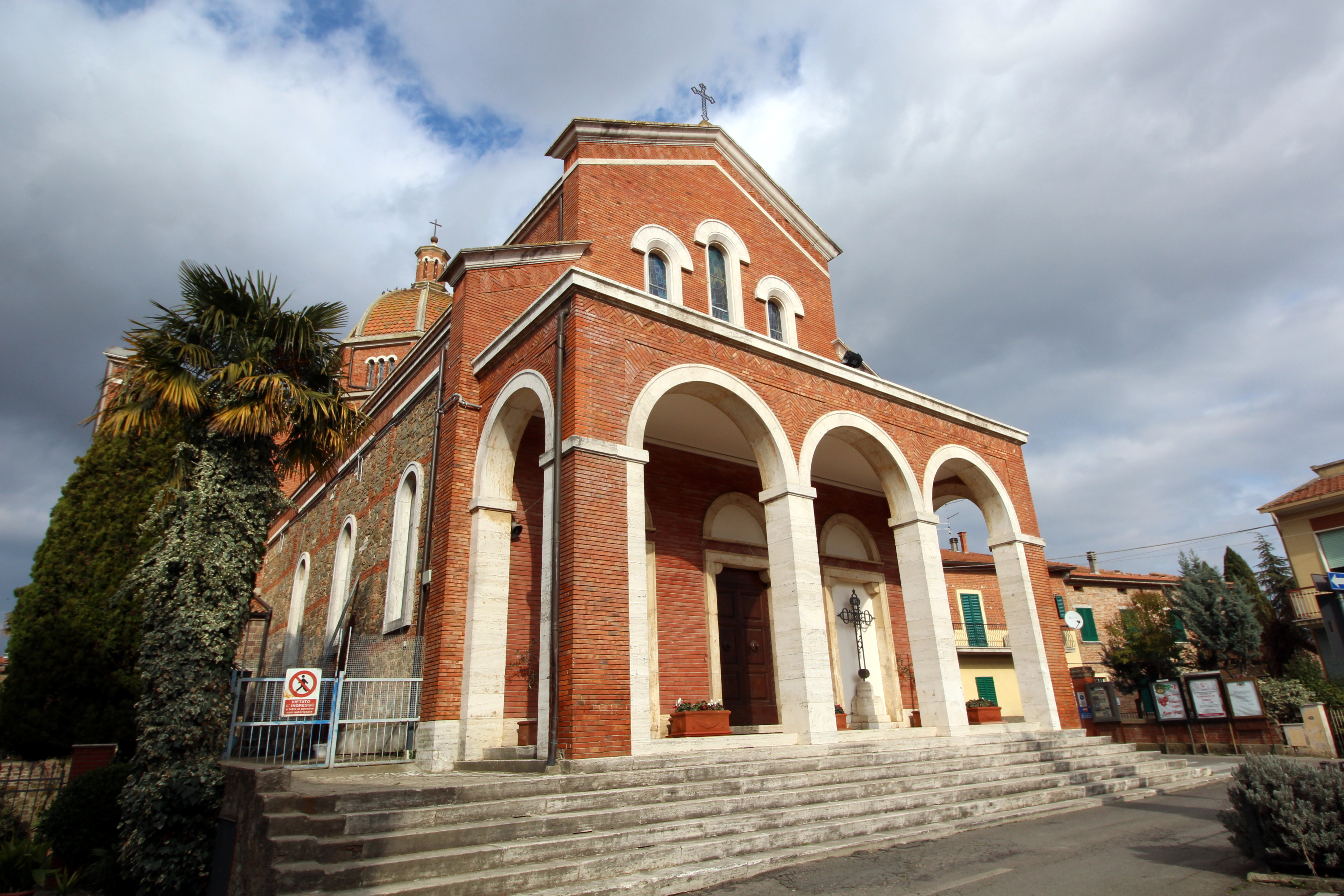
Die Kirche San Biagio

- San Biagio, Kirche im Ortskern, die 1953 über den Resten der alten Kirche errichtet wurde. Die alte Kirche stamme aus dem 14./15. Jahrhundert und wurde am 3. Juli 1943 durch deutsche Truppen zerstört.[4]
- Santissimo Crocifisso, Kapelle im Ortskern, um 1601 (laut Inschrift am Fenster über dem Portal) entstanden.[5]
- Monumento ai Caduti, Kriegsgefallendenkmal im Ortskern an der Piazza Don Blasi, das 1923 entstand und später um die Namen der Gefallenen aus dem Zweiten Weltkrieg erweitert wurde.[6]
- Santissimo Sacramento, Kirche etwa 1,5 km östlich von Pozzo della Chiana kurz nach Fontelunga. Entstand nach 1697 über einer schon vorher angelegten Kapelle.[7]
- Tempio di Santo Stefano della Vittoria (auch Santa Maria alla Vittoria[8]), kurz südlich von Pozzo della Chiana gelegener Tempel, der von 1569[9] bis 1572[8] auf Bestreben von Cosimo I. de’ Medici[9] anlässlich des Sieges am 2. August 1554 gegen die Republik Siena in der Schlacht von Scannagallo entstand. Das achteckige Bauwerk entstand wahrscheinlich unter der Leitung von Giorgio Vasari und Bartolomeo Ammanati.[9] Namensgebend ist Stephanus, dessen Gedenktag am 3. August gefeiert wurde in Verbindung mit dem St.-Stephans-Orden, zu dem der Tempel gehörte. Am Anfang des 17. Jahrhunderts ging das Bauwerk an die Fraternità di Santa Maria di Foiano, die den Zusatznamen bestimmte. Seit 1785 gehört der Tempel der Gemeinde Foiano della Chiana. Enthält im Innenraum drei Tafelgemälde von Orazio Porta, darunter die Werke San Girolamo incoronato da un angelo und Cristo fra due santi e la Vergine (1572).[8]

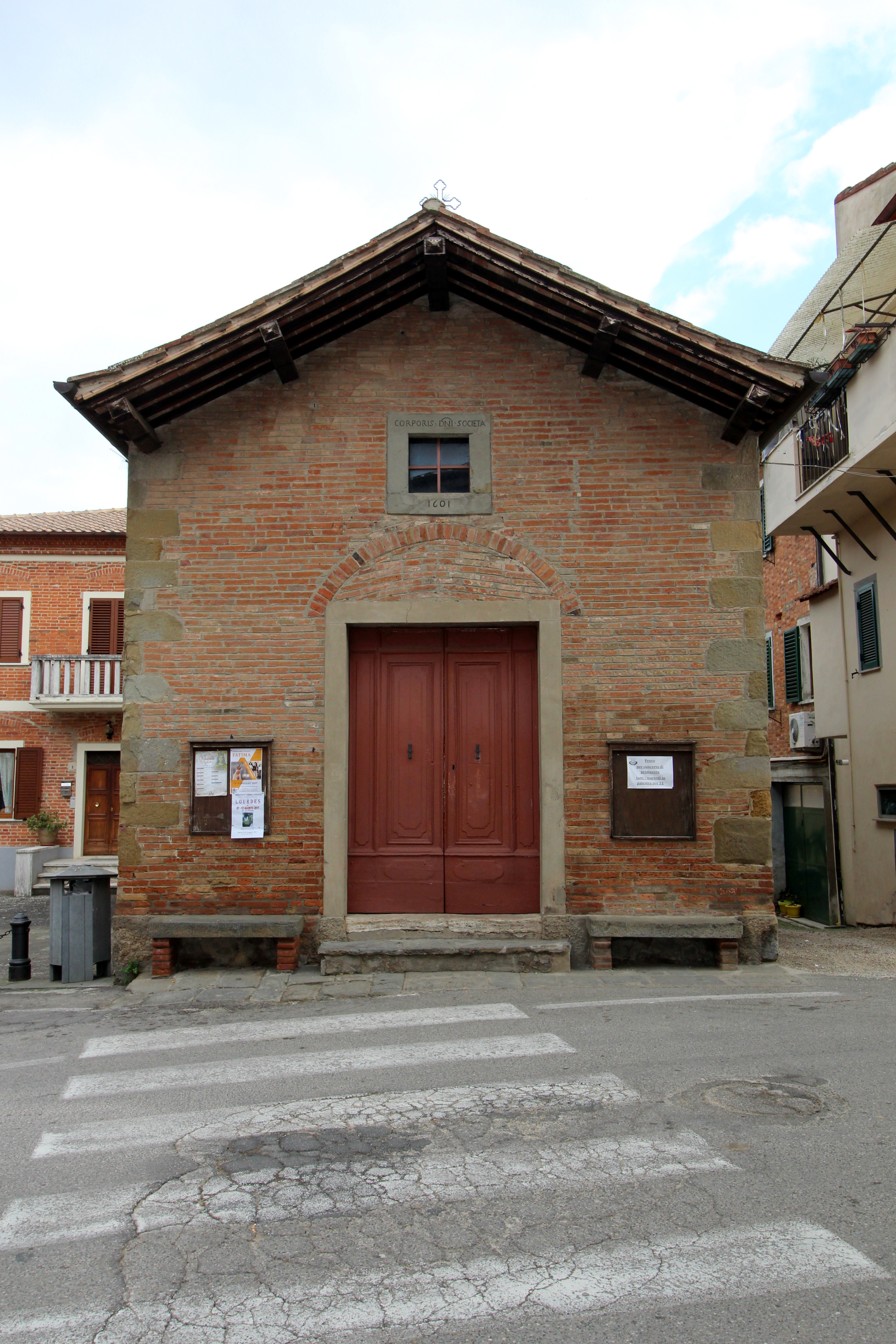
Die Kapelle Santissimo Crocifisso
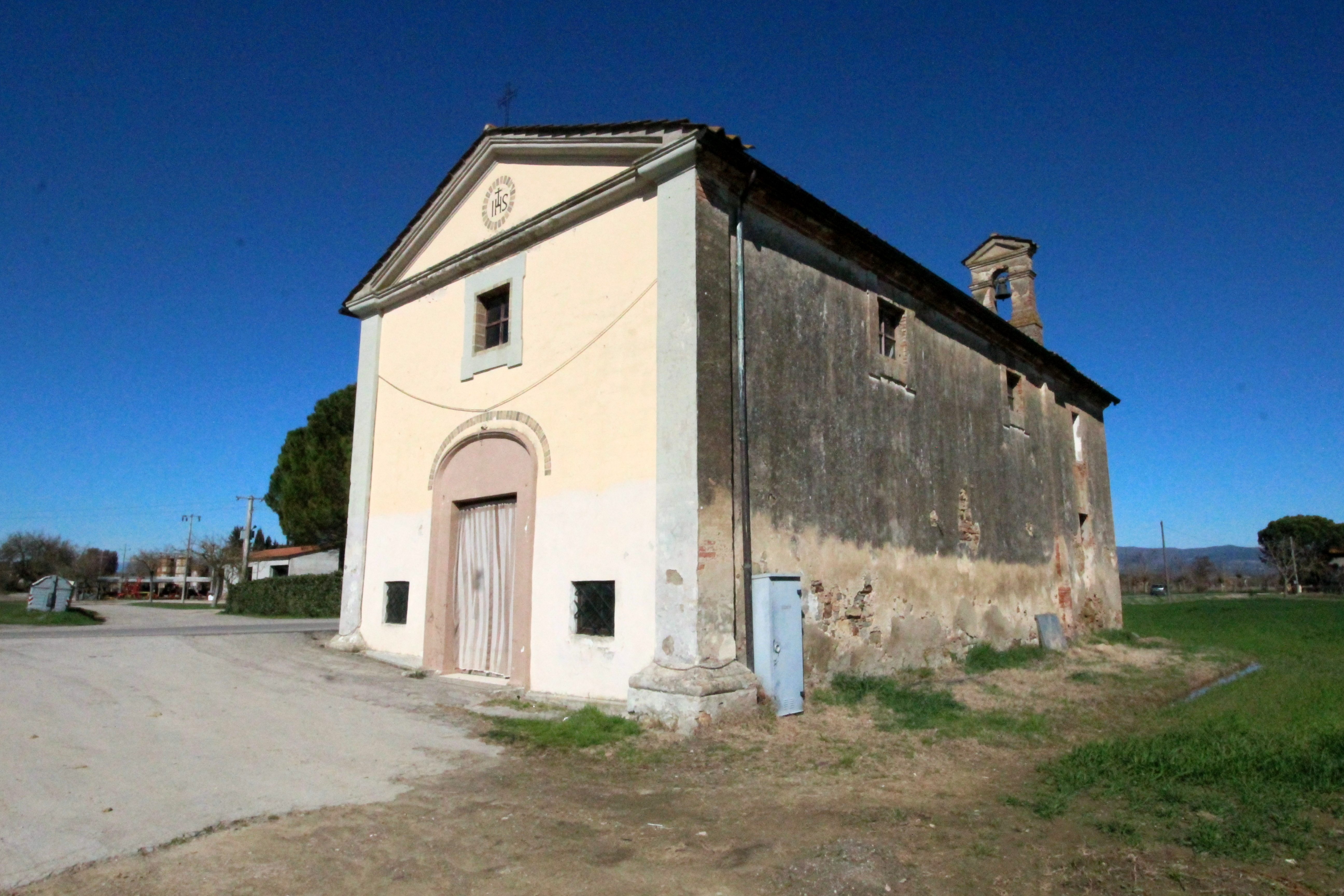
Die Kapelle Santissimo Sacramento
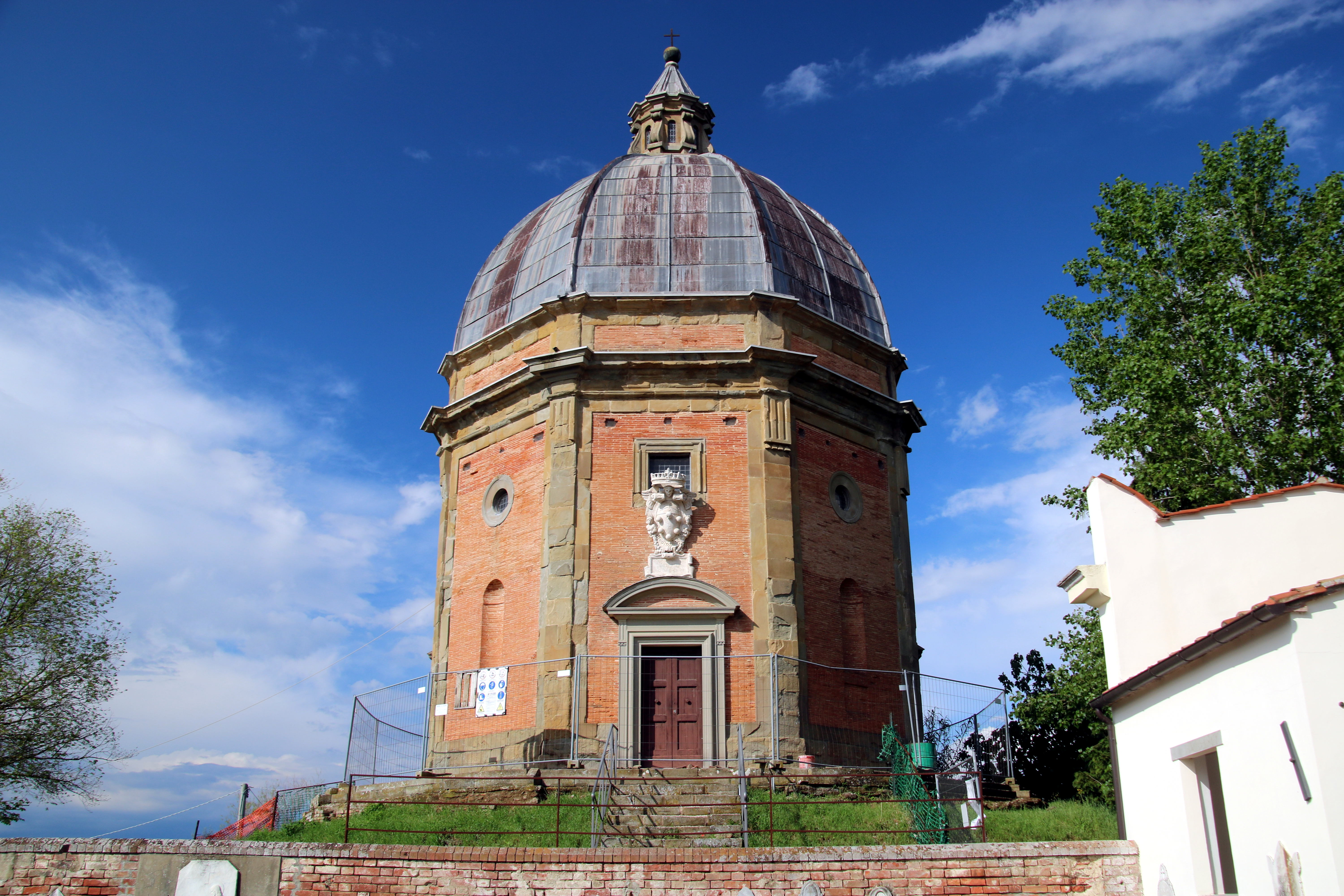
Der Tempel Santo Stefano della Vittoria

## Verkehr
Nächstgelegene Anschlussstelle an den Fernverkehr ist Monte San Savino, etwa 6 km nordwestlich gelegen. Die Anschlussstelle liegt an der A1.

## Söhne und Töchter des Ortes
- Valentina Giovagnini (1980–2009), Popsängerin